# Altunhisar
Altunhisar ist eine Stadt und Hauptort des gleichnamigen Landkreises (İlçe) in der zentralanatolischen Provinz Niğde. Die Stadt liegt etwa 30 Kilometer westlich der Provinzhauptstadt Niğde.
Der Landkreis liegt im Westen der Provinz und grenzt im Osten an den zentralen Landkreis (Merkez) der Provinzhauptstadt, im Norden an den Kreis Çiftlik, im Süden an den Kreis Bor und im Nordwesten an die Provinz Aksaray sowie im Westen in einem schmalen Stück zur Provinz Konya.
Im Norden von Altunhisar liegt der 2963 Meter hohe Melendiz Dağı. Direkt hinter der Grenze zur Provinz Aksaray liegt der 3268 Meter hohe Vulkan Hasan Dağı. Nach Westen verläuft über den Pass Hamburun Geçidi eine Straße zur E 90, die von Ankara nach Tarsus führt.
Auf dem Plateau Keşlik Yayla, etwa zwei Kilometer nördlich von Altunhisar, wurde 1962 die hethitische Stele von Keşlik gefunden, die den Wettergott zeigt. Sie befindet sich heute im Archäologischen Museum Niğde. Im Süden des Kreises liegt der Siedlungshügel Kınık Höyük, der von der Bronzezeit bis ins Mittelalter besiedelt war und Reste einer Zitadelle aus späthethitischer Zeit birgt.
Durch das Gesetz Nr. 3644 wurde der Landkreis 1990 aus dem nördlichen Teil des Landkreises Bor gebildet. Bis dahin war Altunhisar ein Bucak in diesem Kreis und hatte bei der letzten Volkszählung vor der Gebietsänderung (1985) eine Bevölkerung von 22.220 Einwohnern (das waren 31,2 % der damaligen Kreisbevölkerung). Außerdem wurde dem neuen Kreis noch das Dorf Obruk vom zentralen Merkez des Kreises Bor hinzugefügt (1985: 1.345 Einw.). Die erste Volkszählung nach der Eigenständigkeit erbrachte eine Einwohnerschaft von 24.556 Einwohnern, davon 4.199 für die Kreisstadt.
Ende 2020 bestand der Landkreis neben der Kreisstadt (25,7 % der Einwohner) mit Karakapı (2.688) und Keçikalesi (2.015 Einw.) aus zwei weiteren Belediyes (Gemeinden). Die vier Belediye Çömlekçi, Ulukışla, Yakacık und Yeşilyurt wurden 2013 zu Dörfern zurückgestuft. Zum Kreis gehörten noch sechs Dörfer (Köy) mit durchschnittlich 755 Bewohnern. Yakacık war mit 1.535 Einwohnern das größte. Mit seiner Bevölkerungsdichte liegt der Kreis im „Mittelfeld“ der Provinz, der Verstädterungsgrad beträgt 63,57 Prozent.

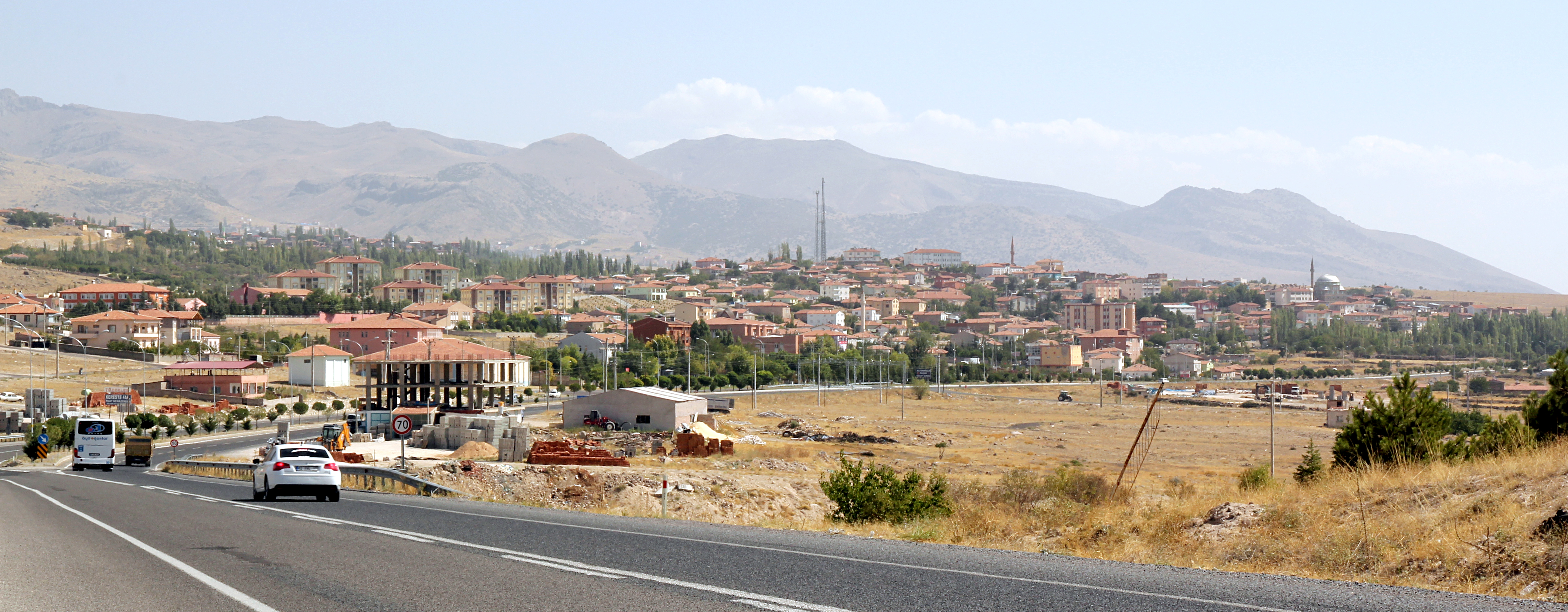
Stadtansicht von Altunhisar